# 貞操帯
貞操帯（ていそうたい、英語: Chastity Belt・形状等によっては「貞操器具、ていそうきぐ、英語: chastity device」とも）とは、狭義には被装着者の性交や自慰を防ぐ施錠装置つきの下着である。主に妻・夫あるいは恋人・愛人・性的パートナーの純潔を求めて、性交渉を不可能にするために用いられる。女性用の物が有名だが男性用の物もある。貞操帯は強制的に装着させられる場合と、自発的に装着する場合がある。通常、被装着者は自らの意思で貞操帯を取り外すことはできない。現代では専らSMプレイのグッズとして知られ、またそれに用いられることがある。

## 歴史

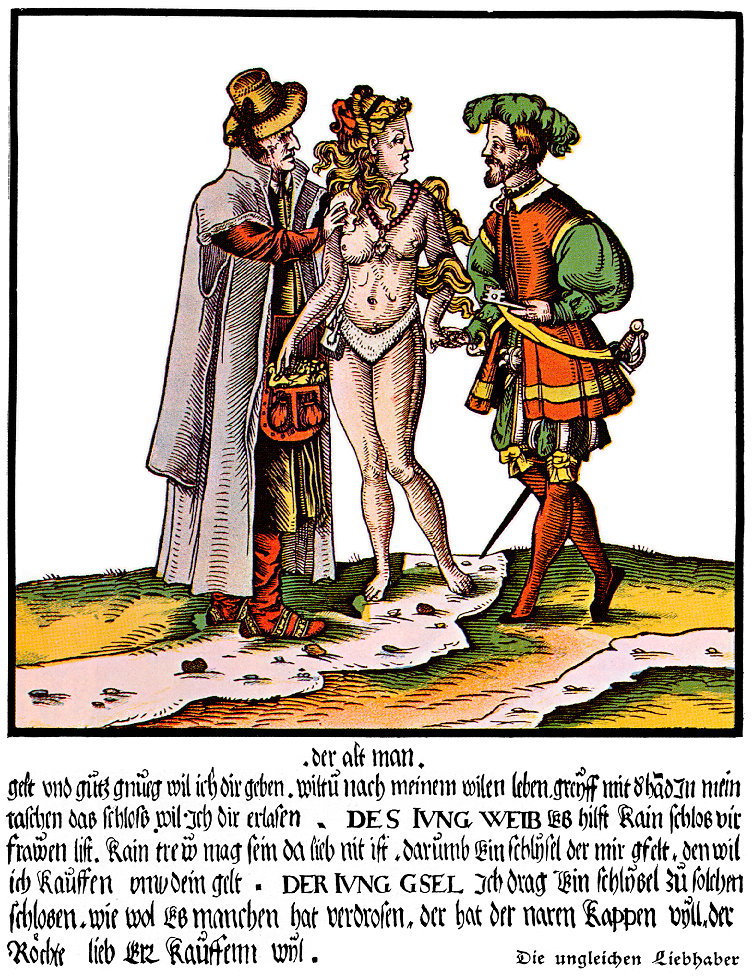
16世紀ドイツの貞操帯の絵

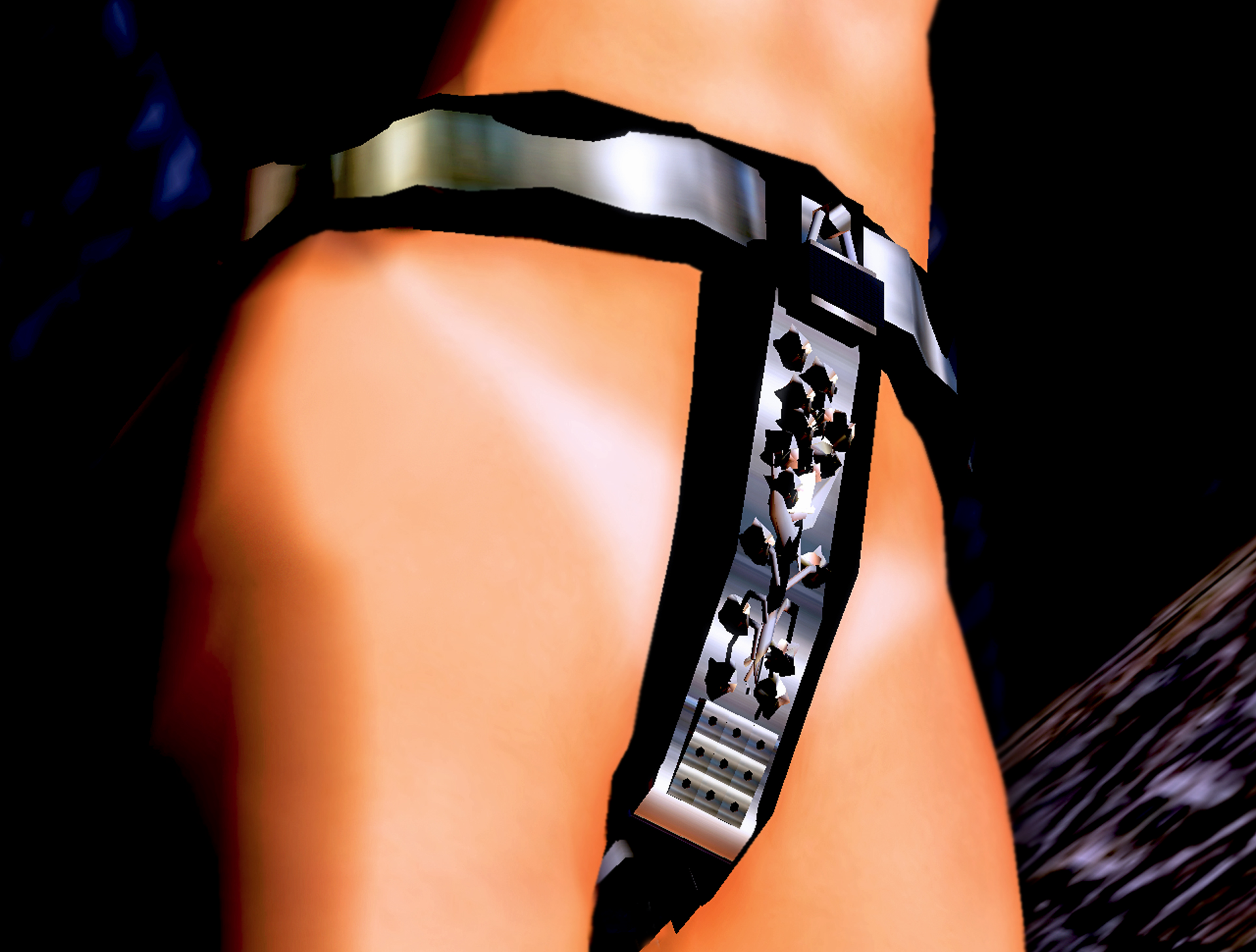
現代の女性用貞操帯のCGイメージ画像

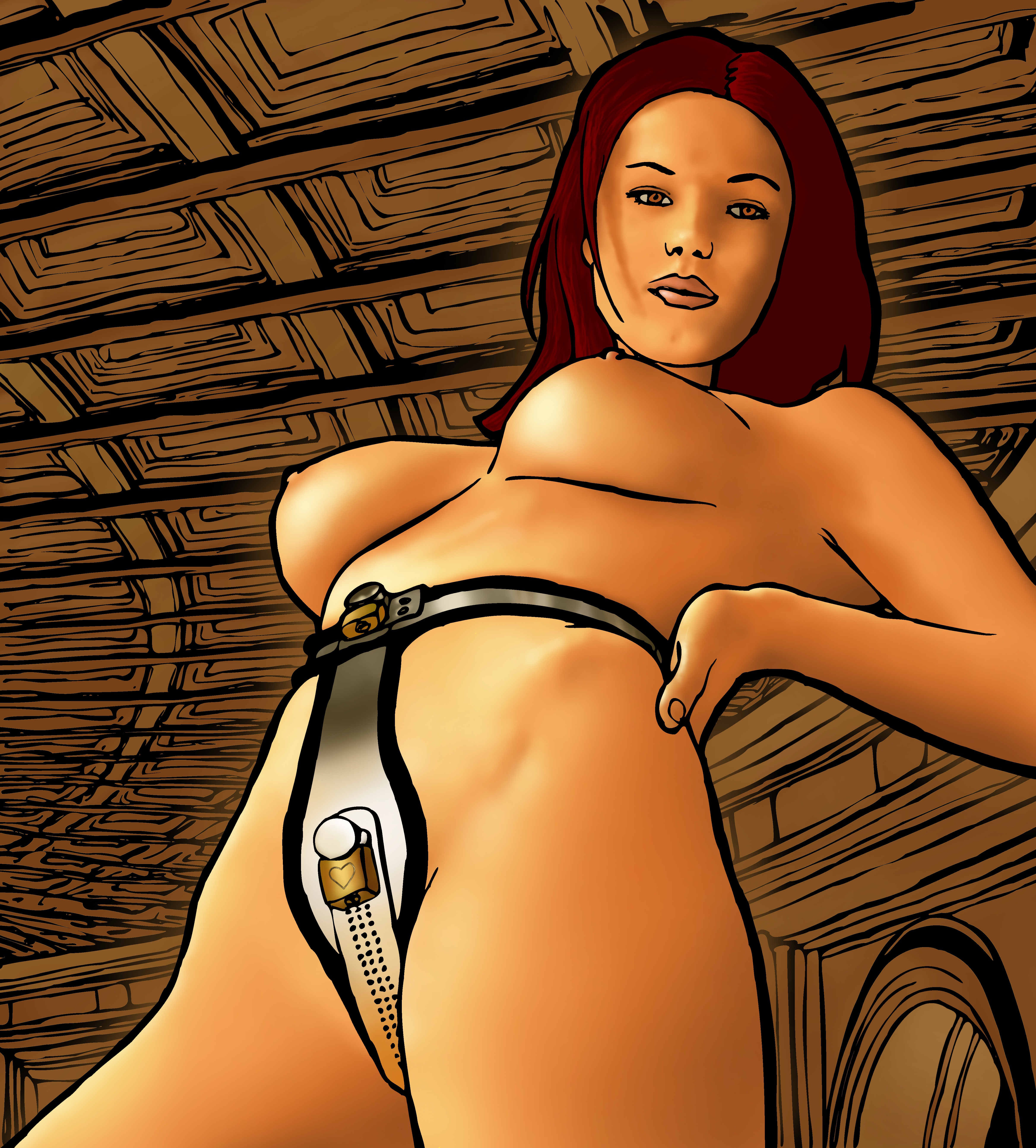
現代の女性用貞操帯の装着イメージ画像

そのルーツは、中世のヨーロッパにて、十字軍に従軍する兵士が、妻や恋人の貞操を守るために装着させた事から始まるとの説があるが、定かではない。この場合外征する兵士が身持ちの悪い妻を管理するのが目的とする説と、女性が自身を暴漢から守るために装着したとする説もある。性交そのものを物理的に防ぐ究極の避妊具である。拷問や刑罰として使用された事もあり、西洋の博物館等には実物が残されている。近代では、貞操帯の鍵は被装着者の親や夫、情夫などが持ち、主に中世ヨーロッパの富裕な階級で用いたとされているが、真偽や詳細は不明な部分が多い。
なお、当時は金属製で出来ており、それゆえ衛生上の問題に加え、「重い下着を着続けていられるわけがない」との理論から、「妻の貞操を保護する」という説は否定されている。むしろ、貞操帯には排泄の穴があり、好事家による排泄の「実用」や「観賞用」という目的で作られたという説が正しいという声もある。
現代では主としてSMプレイ・BDSMに使用する道具の一つとして販売・利用されており、そうした目的で作られた貞操帯は、貞操を守るという本来の目的を逸脱し、被装着者を辱めることが主目的となっている場合も少なくないが、夫婦・カップルがお互いの愛を真面目に確かめ合うために使用されることも多い。なお、男女ともに強姦防止・性交抑制を目的に装着した場合、効果は絶大である。

## 構造
貞操を守るという目的の為、旧来から多くは金属製で、外部からの破壊に強い素材が選ばれたと考えられる。最近では軽量のステンレスや皮革、プラスチック系素材を利用し、デザイン的にも薄くスタイリッシュなものが増えている。形状は通常、下着状、あるいはT字型で、脱衣を封じる為の施錠装置がついている。施錠装置は大型の南京錠を用いるものから専用の錠前を持つものなど多種にわたる。中には南京錠の切断を防ぐためにステンレスバーに埋め込むように施錠するタイプのものも存在している。したがって、いったん貞操帯を着用して施錠すると、貞操帯を取り外すことはもとより、陰茎やディルド等を女性器に挿入することは不可能となるため、被装着者の自慰や性交渉を厳重に防止することができる（ただし、後述の自慰防止板を装着しない場合は性器に指等で触れることは可能である）。すなわち施錠装置の鍵を所持する者のみが、被装着者に対して貞操帯を自由に着脱させることができ、もしくは被装着者の自慰の自由や貞操管理を完全に支配することになるのである。なお本格仕様の金属製貞操帯は、バイブレータの振動をも性器に伝えない構造となっているため、被装着者の自慰をほぼ完全に防ぐことができる。
通常の下着との相違点は施錠装置の存在や素材のみではなく、長期間身につけることを想定して排泄用の小さい穴が開けられているため、排泄は貞操帯を着用したまま可能である。穴の形状は貞操帯によって異なるが、女性用の場合、小便用には数ミリサイズの縦長の穴が開いており、陰唇が穴から絞り出される構造になっている。適切な使用のためには貞操帯着用後、小陰唇をこの穴から十分に引き出して露出させる必要がある。これは排尿の際に尿が貞操帯内部に侵入するのを防ぐためで、十分に引き出されていない場合は小便がスムーズにできないことがある。大便の場合、排泄を妨げないよう肛門が露出している構造のものが多いが、中には肛門への進入を防ぎつつ、 排泄が可能な貞操帯も存在する。 また、被装着者が女性の場合、小便用の排泄孔に、異なる施錠系統もしくは同一の施錠系統で網状の板をかぶせる例が多いが、この板は自慰防止板と別称され、排尿を妨げることなく被装着者の自慰のみならず、他者の指や口舌の進入をも防ぐ。この自慰防止板は穴から1mm〜5mm程度浮いて装着、または施錠されるため、露出している女性器を傷つけることはない。また、男性用の貞操帯は陰茎を覆うための特殊な構造をもつ場合がある。

## 現代の貞操帯
現代は貞操帯はアダルトグッズ店や、貞操帯メーカーで販売されている。アダルトグッズとして売られている貞操帯は多くがゴム製又は皮革製かプラスチック製。精密な採寸の必要な金属製のものはメーカーの受注生産でのみ取り扱われている場合が多い。
金属製（ステンレス製）の貞操帯は、Tollyboy社、Neosteel社製のものが有名で、価格は日本円に換算して10万円前後で、日本国内からでも注文可能。購入の際には身体のサイズを細かく採寸して送る必要があり、特定個人専用で本格仕様のオーダーメイド品となる。因みに、精密に採寸された貞操帯は完全に体に密着し、わきから指先を入れることすら困難である。日本人が購入を検討する場合には欧米人との体格の差に注意する必要がある。
現代では貞操帯の需要は女性用よりも男性用が多いことから、貞操帯メーカーでは構造的に複雑になりやすい男性用貞操帯を競って開発し販売をしている。また嗜好として貞操帯が用いられる現代では堅牢性のみならず着心地感や、長期間連続着用可能であることをアピールした製品が多い。事実、完全に体型にフィットした貞操帯を着用すると、着心地がよくなることのほかに性的快感が大幅に増すため、採寸は精密に行われることが望ましい。

## 衛生面
貞操帯は長時間着用することが前提のため、着用したまま入浴や排泄が可能な構造となっている。しかし、肛門の周辺に部品がある場合は、着用したまま大便をすると、うまく清拭ができないという可能性を含んでいる。また、排尿に関しても先述の自慰防止板が装着されている場合は、尿が板の内側に残り不快になると言える。尿や便の残滓は皮膚の爛れや性器周辺の雑菌の繁殖を促すため、衛生的に問題があるとする説もある。したがって、排泄後はシャワー等で清潔を維持することが必要である。
また、皮膚に直接金属が触れる構造になっているものは長時間の着用で皮膚を傷める場合がある。着用したまま入浴した場合はなおさらである。表皮を傷つけても着用を続けた場合、金属アレルギーを起こす可能性がある。このことから現代の貞操帯は、肌が直接金属に触れるような構造のものは少なくなってきている。

### 貞操管理
現代では、貞操帯は望まぬ性交から身を守るという用途で使われることは希で、被装着者が自らの意思で性交や自慰の自由を奪われたり、鍵の持ち主に性器もしくは性欲を管理、または支配される被虐感を味わう目的で使われることが少なくない。なお、他者に無理矢理装着させるのは犯罪行為に当たる。
単独で貞操帯を着用する場合と、他人に貞操帯の鍵を渡し管理してもらう場合がある。また、お互いが貞操帯を着用して鍵を互いに預け合うカップルも存在する。しかし、SMプレイで使用される場合、排泄などの不都合という理由から自分で開錠できるように鍵を渡している場合がある。
身持ちの固い女性の場合、「酒場などで酔った勢いで行きずりの男性と一夜を共にして朝起きたら知らない男が居た」などのパニック・トラブルの対策として貞操帯を装着する一例もある。

### 施錠機構
貞操帯に用いられる施錠機構は、市販のシリンダー錠や南京錠などが用いられる。また、使い捨ての破壊鍵（プラスチック製など）による簡易的な施錠方法もある。プラスチック製の鍵を用いるメリットとしては、同じくプラスチック製の貞操具と組み合わせて使用する場合、空港などの金属探知機を通り抜けることができることである。これにより、海外旅行中でも装着を維持することができる。この場合、破壊鍵には一意な番号が振ってあり、自己で開錠した場合はもとに戻せず、開錠した事が分かるようになっている。

## 男性用貞操帯

### 男性用貞操帯の特殊な構造

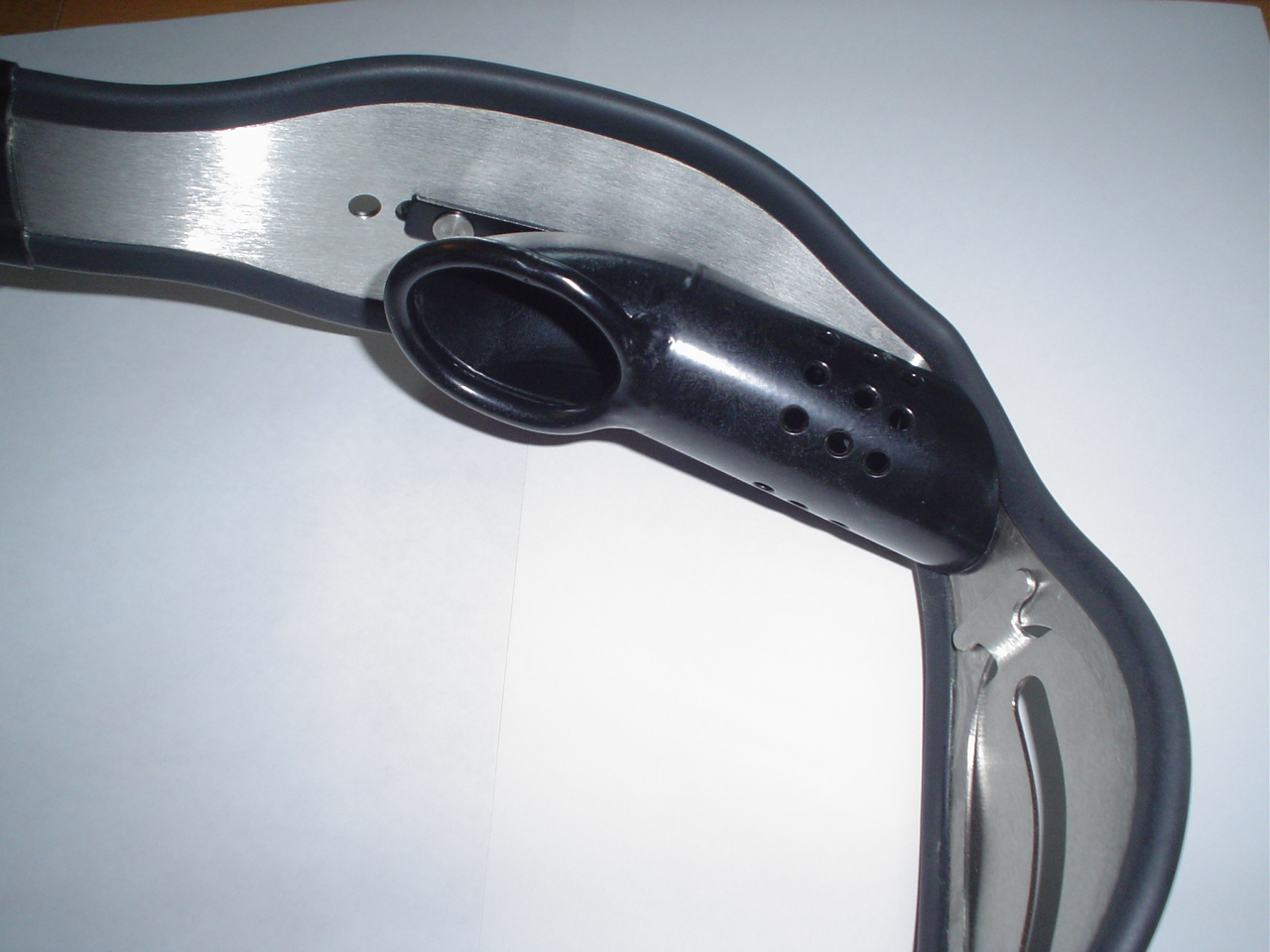
男性用貞操帯のペニスチューブの例

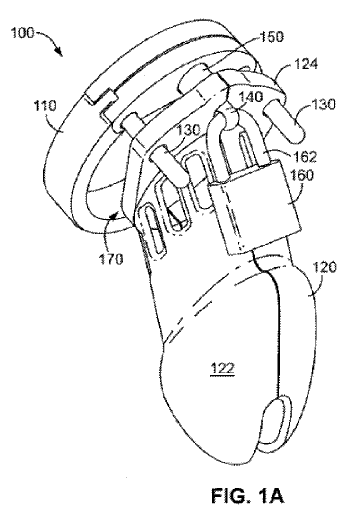
男性用貞操器具の構造図

現代の男性用貞操帯は、古来からの女性用のものとは若干異なる目的で装着される場合が多い。　本来の機能である「被装着者の貞操を守る（性交の防止）」に加え、被装着者の自慰行為を防止する、いわゆる「射精管理」のための責め具としてである。
男性用貞操帯は、女性用のように単に性器を覆うだけではなく、男性器に合わせた特殊な構造を持っている。男性器を貞操帯全体で押さえつけ、外界から完全に隔離することで被装着者の性交、勃起、自慰や射精の自由を封じる構造をもつ。男性は陰茎への刺激によって自慰を行い射精に至るため、物理的にこれを阻害する。装着中は性交と同時に自慰もできなくなるため、装着中任意に勃起も射精もできなくなるが、夢精、乳首や前立腺への刺激など陰茎への刺激を伴わない射精もあり、射精を完全に防ぐことは不可能である。
男性用貞操帯は、非勃起状態の陰茎の形・サイズに合わせて根元から下向きに曲がった管状パーツ（ペニスチューブ）と、Ｔ字型をしたベルト部から構成されている。
ペニスチューブの形状は、非勃起状態の陰茎の形・サイズに合わせて根元から下向きに曲がった管状をしていることが一般的である。ペニスチューブのサイズは、男性器の最大勃起時よりやや小型か、かなり小型で作られる場合が多い。これは、ペニスチューブから性器を抜き取れなくするためであるが、それと同時に勃起しようとした際に適度な拘束感と苦痛を装着者に与える事が狙いである。
また、ペニスチューブの先端下方には排尿のためのスリット状の穴が空けられている。この構造ゆえに、ペニスチューブの先端下方の穴より排尿する際、陰茎先端の位置が体に対して固定されるため立位で男性用小便器に正しく排尿することが困難になり、小用の際には女性のように座位を強要される。装着中は排尿に制限を受けるとともに、完全な勃起も不可能になることも責め具としての機能のひとつである。
装着は、陰茎が萎縮している状態で行う。陰茎の全体をペニスチューブに挿入し、男性器は根元から下向きに折り曲げた状態で固定するスタイルが一般的。施錠すると、陰茎をペニスチューブから抜き取れなくなる。

### 簡易的な男性用貞操帯（貞操器具）
陰嚢の根元を睾丸を通した状態できつすぎず、なおかつ抜けないほどの力で締めつけるリング状の器具で固定し、これにペニスチューブを取り付けて施錠するタイプの簡易的な男性用貞操帯（貞操器具、英:chastity device）も存在している。いわゆる「下着型」の物より安価で入手も比較的容易であり、ネット通販やアダルトグッズ店などで販売されていることがある。なお、このタイプの貞操器具もプラスチック製以外に金属製の物が存在し、取り外しを難しくしたり自慰を防ぐ目的で尿道プラグを併用したり、ペニスチューブの固定に男性器への性器ピアスを併用する物も存在している。

## 貞操帯のオプション
貞操帯には被装着者を辱める為などの目的に、男性器を模した張型を内側や外側に取り付ける場合がある。貞操帯メーカーでは内側や外側に取り付ける性具をオプションとして販売している。
被装着者を責め立てる為、女性用貞操帯の内側、装着時に女性器や肛門に挿入される位置にディルドーやアナルプラグといった性具が取り付けられたり、男性用貞操帯を装着したまま女性と性行為を行う為の陰茎状のもの（ペニスバンド）がペニスが本来ある位置に取り付けられたりする。
前者を特に肛門に使用する場合、肛門からの自然排泄を全て阻害する事になる為、便の排泄管理までも全て鍵管理者（キーホールダー）に委ねる事となる。そのため、管理者の命令如何によっては被装着者は数日間から果てには数週間もの間便の排泄を強制的に阻止させられ、どんなに辛い排泄感があろうとも排泄出来ず我慢せざるを得ない苦しみ、及び長期間の強制的な便秘状態による腹部膨満感（便がパンパンに詰まった状態）による苦しみを与えられ続ける事になる。
また、後者を使用する場合、BDSMのフェムドム・射精管理の要素が強く、男側は勃起も射精もできないまま女性側に「奉仕」することを強いられることとなる。
また、Neo Steel等一部のメーカーでは膣や肛門用のディルドーのカスタマイズ製作を別途受注しており、通常の陰茎並の大きさのディルドーだけではなく、直径6cmから8cmを超える巨大なサイズのディルドーをオプションでを付ける事が出来る。
通常の股縄等の丁字帯を利用したアナルプラグやディルドーの固定の場合、鍵等を取り付けられないため監視の無き所では被装着者の意志でそれを取り除く事が出来る。
しかし、金属製のベルト貞操帯を利用する場合、被装着者の意志に関係なくキーホールダーに解錠して貰えない限りそれを取り除く事が出来ないため、どんなに苦しくとも膣や肛門を休み無く半永久に拡張され続ける（被装着者の意志のみで終了することの出来ない）通常よりも更にハードな常時拡張プレイに利用出来るという側面もある。